# Rosilena ed Oronta
Rosilena ed Oronta és una òpera composta per Antonio Vivaldi sobre un llibret italià de Giovanni Palazzi. S'estrenà al Teatro Sant'Angelo de Venècia el 19 de gener de 1728.